# دهستان گلی‌داغ
دهستان گلی‌داغ یکی از دهستان‌های بخش گلی‌داغ شهرستان مراوه‌تپه، استان گلستان در ایران است.

## جمعیت
براساس سرشماری مرکز آمار ایران در سال ۱۳۹۵، جمعیت آن ۱۴،۶۷۰ نفر بوده‌است.